# Sonus030/Diskografie
Diese Diskografie ist eine Übersicht über die musikalischen Werke des deutsch-indischen Musikproduzenten und Songwriters Sonus030. Den Schallplattenauszeichnungen zufolge hat er bisher mehr als 1,4 Millionen Tonträger verkauft. Seine erfolgreichste Veröffentlichung ist die Single-Produktion In meinem Benz von Bonez MC und AK Ausserkontrolle mit über 430.000 verkauften Einheiten.

## Alben

### Kollaboalben
| Jahr | Titel Musiklabel            | Höchstplatzierung, Gesamtwochen, AuszeichnungChartplatzierungen (Jahr, Titel, Musiklabel, Platzierungen, Wochen, Auszeichnungen, Anmerkungen) | Höchstplatzierung, Gesamtwochen, AuszeichnungChartplatzierungen (Jahr, Titel, Musiklabel, Platzierungen, Wochen, Auszeichnungen, Anmerkungen) | Höchstplatzierung, Gesamtwochen, AuszeichnungChartplatzierungen (Jahr, Titel, Musiklabel, Platzierungen, Wochen, Auszeichnungen, Anmerkungen) | Anmerkungen                                      |
| Jahr | Titel Musiklabel            | DE | AT | CH | Anmerkungen                                      |
| ---- | --------------------------- | --- | --- | --- | ------------------------------------------------ |
| 2020 | Nur für Dich Stay High (GA) | DE1 (6 Wo.)DE | AT1 (11 Wo.)AT | CH2 (4 Wo.)CH | Erstveröffentlichung: 2. Oktober 2020 mit Ufo361 |

## Singles

### Als Leadmusiker
| Jahr | Titel Album               | Höchstplatzierung, Gesamtwochen, AuszeichnungChartplatzierungen (Jahr, Titel, Album, Platzierungen, Wochen, Auszeichnungen, Anmerkungen) | Höchstplatzierung, Gesamtwochen, AuszeichnungChartplatzierungen (Jahr, Titel, Album, Platzierungen, Wochen, Auszeichnungen, Anmerkungen) | Höchstplatzierung, Gesamtwochen, AuszeichnungChartplatzierungen (Jahr, Titel, Album, Platzierungen, Wochen, Auszeichnungen, Anmerkungen) | Anmerkungen                                                    |
| Jahr | Titel Album               | DE | AT | CH | Anmerkungen                                                    |
| --- | ------------------------- | --- | --- | --- | -------------------------------------------------------------- |
| 2019 | Heute Nacht –             | — | — | — | Erstveröffentlichung: 18. Juli 2019 mit Estikay                |
| 2020 | Shit Changed Nur für Dich | DE3 (8 Wo.)DE | AT4 (5 Wo.)AT | CH11 (4 Wo.)CH | Erstveröffentlichung: 24. Juli 2020 mit Ufo361                 |
| 2020 | Playlist Nur für Dich     | DE3 (6 Wo.)DE | AT3 (4 Wo.)AT | CH14 (3 Wo.)CH | Erstveröffentlichung: 14. August 2020 mit Ufo361               |
| 2020 | Games Nur für Dich        | DE4 (7 Wo.)DE | AT6 (5 Wo.)AT | CH15 (3 Wo.)CH | Erstveröffentlichung: 4. September 2020 mit Ufo361             |
| 2025 | Qualität –                | DE27 (2 Wo.)DE | — | — | Erstveröffentlichung: 17. Januar 2025 feat. AK Ausserkontrolle |
| Folgende Lieder erschienen nicht als Single, wurden aber durch das Album zum Download und Streaming bereitgestellt und konnten somit eine Platzierung erlangen: |                           | | | |                                                                |
| |                           | | | |                                                                |
| 2020 | Zweifel Nur für Dich      | DE12 (3 Wo.)DE | AT19 (2 Wo.)AT | CH45 (1 Wo.)CH | Charteinstieg: 9. Oktober 2020 mit Ufo361                      |
| 2020 | Anders Nur für Dich       | — | AT40 (1 Wo.)AT | CH92 (1 Wo.)CH | Charteinstieg: 11. Oktober 2020 mit Ufo361                     |

### Als Gastmusiker
| Jahr | Titel Album           | Höchstplatzierung, Gesamtwochen, AuszeichnungChartplatzierungen (Jahr, Titel, Album, Platzierungen, Wochen, Auszeichnungen, Anmerkungen) | Höchstplatzierung, Gesamtwochen, AuszeichnungChartplatzierungen (Jahr, Titel, Album, Platzierungen, Wochen, Auszeichnungen, Anmerkungen) | Höchstplatzierung, Gesamtwochen, AuszeichnungChartplatzierungen (Jahr, Titel, Album, Platzierungen, Wochen, Auszeichnungen, Anmerkungen) | Anmerkungen                                                            |
| Jahr | Titel Album           | DE | AT | CH | Anmerkungen                                                            |
| ---- | --------------------- | --- | --- | --- | ---------------------------------------------------------------------- |
| 2020 | Kristall 2 A.S.S.N. 2 | DE38 (1 Wo.)DE | — | — | Erstveröffentlichung: 7. August 2020 AK Ausserkontrolle feat. Sonus030 |

## Musikvideos
| Jahr | Titel        | Regisseur(e) |
| ---- | ------------ | ------------ |
| 2019 | Heute Nacht  | Benny_030    |
| 2020 | Shit Changed |              |
| 2020 | Kristall 2   | Alexblitzz   |
| 2020 | Playlist     |              |
| 2020 | Games        |              |
| 2025 | Qualität     | Eyez         |

## Autorenbeteiligungen und Produktionen
Die folgende Tabelle beinhaltet eine Aufstellung aller Autorenbeteiligungen und Produktionen von Sonus030, die sich in den Singlecharts in Deutschland, Österreich oder der Schweiz platzieren konnten, oder in den aufgeführten Ländern Schallplattenauszeichnungen erhielten. Autorenbeteiligungen sind mit einem A und Produktionen mit einem P gekennzeichnet.

| Jahr | Titel Album                             | Höchstplatzierung, Gesamtwochen, AuszeichnungChartplatzierungen (Jahr, Titel, Album, Platzierungen, Wochen, Auszeichnungen, Anmerkungen) | Höchstplatzierung, Gesamtwochen, AuszeichnungChartplatzierungen (Jahr, Titel, Album, Platzierungen, Wochen, Auszeichnungen, Anmerkungen) | Höchstplatzierung, Gesamtwochen, AuszeichnungChartplatzierungen (Jahr, Titel, Album, Platzierungen, Wochen, Auszeichnungen, Anmerkungen) | Anmerkungen |
| Jahr | Titel Album                             | DE | AT | CH | Anmerkungen |
| --- | --------------------------------------- | --- | --- | --- | --- |
| 2018 | Balenciaga A, P 808                     | DE16 (6 Wo.)DE | AT25 (4 Wo.)AT | CH58 (1 Wo.)CH | Erstveröffentlichung: 23. Februar 2018 Interpretation: Ufo361                                                                           |
| 2018 | Power A, P 808                          | DE7 (6 Wo.)DE | AT21 (3 Wo.)AT | CH54 (2 Wo.)CH | Erstveröffentlichung: 17. März 2018 Interpretation: Ufo361 feat. Capital Bra                                                            |
| 2018 | Ohne mich A, P 808                      | DE21 (2 Wo.)DE | AT30 (1 Wo.)AT | CH76 (1 Wo.)CH | Erstveröffentlichung: 13. April 2018 Interpretation: Ufo361                                                                             |
| 2018 | Alles schon gesehen A, P XY             | DE81 (1 Wo.)DE | — | — | Erstveröffentlichung: 29. Juni 2018 Interpretation: AK Ausserkontrolle                                                                  |
| 2018 | Unterwegs A, P XY                       | DE26 (5 Wo.)DE | AT59 (3 Wo.)AT | CH83 (1 Wo.)CH | Erstveröffentlichung: 31. August 2018 Interpretation: AK Ausserkontrolle feat. Veysel                                                   |
| 2018 | Bang Bang A, P XY                       | DE49 (2 Wo.)DE | — | — | Erstveröffentlichung: 28. September 2018 Interpretation: AK Ausserkontrolle                                                             |
| 2019 | Pass auf wen du liebst A, P Wave        | DE3 Gold · (10 Wo.)DE | AT3 (8 Wo.)AT | CH7 (5 Wo.)CH | Erstveröffentlichung: 15. März 2019 Verkäufe: + 200.000 Interpretation: Ufo361                                                          |
| 2019 | Next A, P Wave                          | DE3 (8 Wo.)DE | AT2 (5 Wo.)AT | CH10 (3 Wo.)CH | Erstveröffentlichung: 26. April 2019 Interpretation: Ufo361 feat. RIN                                                                   |
| 2019 | Gib Gas A, P Wave                       | DE7 (5 Wo.)DE | AT8 (3 Wo.)AT | CH18 (2 Wo.)CH | Erstveröffentlichung: 17. Mai 2019 Interpretation: Ufo361 feat. Luciano                                                                 |
| 2019 | Irina Shayk A, P Wave                   | DE6 (6 Wo.)DE | AT6 (4 Wo.)AT | CH13 (3 Wo.)CH | Erstveröffentlichung: 7. Juni 2019 Interpretation: Ufo361                                                                               |
| 2019 | Shot A, P Wave                          | DE4 Gold · (11 Wo.)DE | AT7 Gold · (6 Wo.)AT | CH15 (4 Wo.)CH | Erstveröffentlichung: 28. Juni 2019 Verkäufe: + 215.000 Interpretation: Ufo361 feat. Data Luv                                           |
| 2019 | Berlin A, P XY Sampler                  | DE34 (3 Wo.)DE | — | CH98 (1 Wo.)CH | Erstveröffentlichung: 26. Juli 2019 Interpretation: AK Ausserkontrolle                                                                  |
| 2019 | Lucky Luke A, P XY Sampler              | DE51 (1 Wo.)DE | — | — | Erstveröffentlichung: 6. September 2019 Interpretation: AK Ausserkontrolle feat. Fux Ausserkontrolle                                    |
| 2019 | Wir sind Kral A, P Lights Out           | DE29 (2 Wo.)DE | AT24 (2 Wo.)AT | CH78 (1 Wo.)CH | Erstveröffentlichung: 11. Oktober 2019 Interpretation: Ufo361 & Ezhel                                                                   |
| 2019 | Ykke A, P Lights Out                    | DE31 (3 Wo.)DE | AT30 (1 Wo.)AT | CH64 (1 Wo.)CH | Erstveröffentlichung: 1. November 2019 Interpretation: Ufo361 & Ezhel                                                                   |
| 2020 | Big Drip A, P Rich Rich                 | DE2 (8 Wo.)DE | AT2 (4 Wo.)AT | CH5 (4 Wo.)CH | Erstveröffentlichung: 17. Januar 2020 Interpretation: Ufo361 feat. Future                                                               |
| 2020 | 136er A, P A.S.S.N. 2                   | DE22 (3 Wo.)DE | AT59 (1 Wo.)AT | CH77 (1 Wo.)CH | Erstveröffentlichung: 7. Februar 2020 Interpretation: AK Ausserkontrolle                                                                |
| 2020 | Rich Rich A, P Rich Rich                | DE2 (8 Wo.)DE | AT2 (5 Wo.)AT | CH8 (3 Wo.)CH | Erstveröffentlichung: 21. Februar 2020 Interpretation: Ufo361                                                                           |
| 2020 | Allein sein A, P A.S.S.N. 2             | DE3 (9 Wo.)DE | AT3 (7 Wo.)AT | CH12 (4 Wo.)CH | Erstveröffentlichung: 27. März 2020 Interpretation: Ufo361                                                                              |
| 2020 | Final Fantasy A, P Rich Rich            | DE7 (5 Wo.)DE | AT10 (4 Wo.)AT | CH24 (2 Wo.)CH | Erstveröffentlichung: 17. April 2020 Interpretation: Ufo361                                                                             |
| 2020 | Für die Diebe A, P A.S.S.N. 2           | DE25 (2 Wo.)DE | — | CH85 (1 Wo.)CH | Erstveröffentlichung: 17. April 2020 Interpretation: AK Ausserkontrolle                                                                 |
| 2020 | In meinem Benz A, P A.S.S.N. 2          | DE1 Platin · (26 Wo.)DE | AT1 Platin · (25 Wo.)AT | CH11 (21 Wo.)CH | Erstveröffentlichung: 29. Mai 2020 Verkäufe: + 430.000 Interpretation: AK Ausserkontrolle feat. Bonez MC                                |
| 2020 | Emotions / Emotions 2.0* A, P Rich Rich | DE1 Gold · (46 Wo.)DE | AT1 (29 Wo.)AT | CH3 (22 Wo.)CH | Erstveröffentlichung: 12. Juni 2020 Verkäufe: + 200.000; Videoauskopplung: 27. April 2020 Interpretation: Ufo361 / *Ufo361 feat. Céline |
| 2020 | Shit Changed A, P Nur für Dich          | DE3 (8 Wo.)DE | AT4 (5 Wo.)AT | CH11 (4 Wo.)CH | Erstveröffentlichung: 24. Juli 2020 Interpretation: Ufo361 & Sonus030                                                                   |
| 2020 | Kristall 2 A, P A.S.S.N. 2              | DE38 (1 Wo.)DE | — | — | Erstveröffentlichung: 7. August 2020 Interpretation: AK Ausserkontrolle feat. Sonus030                                                  |
| 2020 | Playlist A, P Nur für Dich              | DE3 (6 Wo.)DE | AT3 (4 Wo.)AT | CH14 (3 Wo.)CH | Erstveröffentlichung: 14. August 2020 Interpretation: Ufo361 & Sonus030                                                                 |
| 2020 | Games A, P Nur für Dich                 | DE4 (7 Wo.)DE | AT6 (5 Wo.)AT | CH15 (3 Wo.)CH | Erstveröffentlichung: 4. September 2020 Interpretation: Ufo361 & Sonus030                                                               |
| 2020 | Kein Hunger A, P Medusa                 | DE9 (3 Wo.)DE | AT17 (1 Wo.)AT | CH17 (2 Wo.)CH | Erstveröffentlichung: 11. Dezember 2020 Interpretation: Loredana feat. Ufo361                                                           |
| 2020 | Centre Court A, P 100 Pro               | DE11 (4 Wo.)DE | AT35 (2 Wo.)AT | CH32 (1 Wo.)CH | Erstveröffentlichung: 18. Dezember 2020 Interpretation: Bausa feat. RIN & Ufo361                                                        |
| 2021 | 3065 A, P –                             | DE21 (9 Wo.)DE | — | CH95 (1 Wo.)CH | Erstveröffentlichung: 7. Mai 2021 Interpretation: AK Ausserkontrolle                                                                    |
| 2021 | Kapitel I 2sad2disco P 2sad2disco       | DE7 (6 Wo.)DE | AT24 (2 Wo.)AT | CH18 (2 Wo.)CH | Erstveröffentlichung: 3. September 2021 Interpretation: Apache 207                                                                      |
| Folgende Lieder erschienen nicht als Single, wurden aber durch das Album zum Download und Streaming bereitgestellt und konnten somit eine Platzierung erlangen: |                                         | | | | |
| |                                         | | | | |
| 2017 | Jim Beam & Voddi A, P A.S.S.N.          | DE83 Platin · (2 Wo.)DE | — | — | Charteinstieg: 19. Mai 2017 Verkäufe: + 400.000 Interpretation: AK Ausserkontrolle feat. Bonez MC                                       |
| 2018 | Stay High 2.0 A, P 808                  | DE60 (1 Wo.)DE | AT57 (1 Wo.)AT | — | Charteinstieg: 20. April 2018 Interpretation: Ufo361                                                                                    |
| 2018 | Superstar A, P 808                      | DE81 (1 Wo.)DE | — | — | Charteinstieg: 20. April 2018 Interpretation: Ufo361                                                                                    |
| 2019 | 04:30 A, P Wave                         | DE49 (6 Wo.)DE | AT17 (3 Wo.)AT | CH39 (2 Wo.)CH | Charteinstieg: 18. August 2019 Interpretation: Ufo361                                                                                   |
| 2020 | Zweifel A, P Nur für Dich               | DE12 (3 Wo.)DE | AT19 (2 Wo.)AT | CH45 (1 Wo.)CH | Charteinstieg: 9. Oktober 2020 Interpretation: Ufo361 & Sonus030                                                                        |
| 2020 | Anders A, P Nur für Dich                | — | AT40 (1 Wo.)AT | CH92 (1 Wo.)CH | Charteinstieg: 11. Oktober 2020 Interpretation: Ufo361 & Sonus030                                                                       |
| 2021 | Weißt wie es ist A, P 100 Pro           | DE26 (2 Wo.)DE | AT41 (1 Wo.)AT | CH71 (1 Wo.)CH | Charteinstieg: 5. März 2021 Interpretation: Bausa feat. Sido                                                                            |
| 2021 | Ready A, P Stay High                    | — | AT47 (1 Wo.)AT | CH70 (1 Wo.)CH | Charteinstieg: 9. Mai 2021 Interpretation: Ufo361 feat. Gzuz                                                                            |

## Sonderveröffentlichungen
| Jahr | Titel Album           | Anmerkungen                                                             |
| ---- | --------------------- | ----------------------------------------------------------------------- |
| 2020 | Kristall 2 A.S.S.N. 2 | Erstveröffentlichung: 21. August 2020 AK Ausserkontrolle feat. Sonus030 |

| Jahr | Titel Album                         | Anmerkungen                                                                          |
| ---- | ----------------------------------- | ------------------------------------------------------------------------------------ |
| 2014 | Matrix (Sonus030 Remix) –           | Erstveröffentlichung: 14. November 2014 Interpretation: Kool Savas                   |
| 2020 | Big Drip (Sonus030 Remix) Rich Rich | Erstveröffentlichung: 17. Januar 2020 Interpretation: Ufo361 feat. Future & Sonus030 |

## Statistik

### Chartauswertung
|                     | DE    | AT    | CH    |
| ------------------- | ----- | ----- | ----- |
| Nummer-eins-Alben   | DE1DE | AT1AT | CH—CH |
| Top-10-Alben        | DE1DE | AT1AT | CH1CH |
| Alben in den Charts | DE1DE | AT1AT | CH1CH |

|                       | DE    | AT    | CH    |
| --------------------- | ----- | ----- | ----- |
| Nummer-eins-Singles   | DE—DE | AT—AT | CH—CH |
| Top-10-Singles        | DE3DE | AT3AT | CH—CH |
| Singles in den Charts | DE6DE | AT5AT | CH5CH |

|                       | DE     | AT     | CH     |
| --------------------- | ------ | ------ | ------ |
| Nummer-eins-Singles   | DE2DE  | AT2AT  | CH—CH  |
| Top-10-Singles        | DE16DE | AT14AT | CH5CH  |
| Singles in den Charts | DE36DE | AT29AT | CH31CH |

|                       | DE     | AT     | CH     |
| --------------------- | ------ | ------ | ------ |
| Nummer-eins-Singles   | DE2DE  | AT2AT  | CH—CH  |
| Top-10-Singles        | DE17DE | AT14AT | CH5CH  |
| Singles in den Charts | DE37DE | AT30AT | CH32CH |

### Auszeichnungen für Musikverkäufe
Anmerkung: Auszeichnungen in Ländern aus den Charttabellen bzw. Chartboxen sind in ebendiesen zu finden.
| Land/RegionAuszeichnungen für Musikverkäufe (Land/Region, Auszeichnungen, Verkäufe, Quellen) | Gold     | Platin     | Verkäufe  | Quellen           |
| -------------------------------------------------------------------------------------------- | -------- | ---------- | --------- | ----------------- |
| Deutschland (BVMI)                                                                           | 3× Gold3 | 2× Platin2 | 1.400.000 | musikindustrie.de |
| Österreich (IFPI)                                                                            | Gold1    | Platin1    | 45.000    | ifpi.at           |
| Insgesamt                                                                                    | 4× Gold4 | 3× Platin3 |           |                   |